# Oldřich Bělka
Oldřich Bělka (* 3. června 1993) je český divadelní, televizní a filmový herec. Pochází z města Lanžhot na jižní Moravě, nyní působí v Brně v Národním divadle a věnuje se seriálové i filmové tvorbě.

## Život
Oldřich Bělka prožil své dětství v Lanžhotu, kde žil s rodiči a sestrou. Již od mládí inklinoval k herectví. Své první zkušenosti na jevišti získal jako ochotník v Divadle Bedřicha Kaněry při Obchodní akademii v Břeclavi. Bělka poté studoval hudebně-dramatický obor na Zlínské soukromé vyšší odborné škole umění, kde absolvoval rolí Radka v inscenaci Identity, autorky Barbory Hančilové (režie: Hana Marvanová). Již při studiu byl jednou z výrazných postav v ročníku a diváci jej mohli zahlédnout v divadle Trójanky, Moskyti, Žebrácká opera, i v kinech, v inscenaci Ovčáček Miláček Městského divadla Zlín (sezona 2017/2018). Po absolutoriu setrval v Městském divadle Zlín i nadále. Diváci jej mohli vidět např. v inscenacích Pýcha a předsudek, Trnky a hvězdy nebo Donaha!. Od sezony 2021/2022 začal spolupracovat také s Národním divadlem Brno, zde si zahrál v inscenaci Velmi, velmi, velmi temný příběh. Národní divadlo Brno se od sezony 2022/2023 stalo jeho domovskou scénou (Starý dobrý Nový (Oldřich), Hodinový hoteliér, Anatol, Feminista, Doktorka aj). Oldřich Bělka se také do povědomí diváků dostává také mimo divadelní jeviště, seriáloví diváci jej mohou vidět v seriálech Co ste hasiči (2021), Ordinace v Růžové zahradě 2 (2022), Sex O'Clock (2023) a dalších. Nejnověji si zahrál ve filmu Aristokratka ve Varu, který bude uveden do kin 18. ledna 2024 a ve 3. sérii seriálu Iveta, která bude uvedena v roce 2024. Pracuje na dalších filmových i divadelních projektech.